# Alice-im-Wunderland-Syndrom
Als Alice-im-Wunderland-Syndrom wird ein Syndrom bezeichnet, bei dem Menschen sich selbst oder ihre Umgebung auf halluzinatorische Weise verändert wahrnehmen. Das Phänomen gilt nicht als eigene Krankheit, sondern tritt meist als Begleiterscheinung eines Migräne-Anfalls oder als Vorbote eines epileptischen Anfalls in Form einer Aura mit ausgeprägten visuellen Wahrnehmungsstörungen auf. Ein Alice-im-Wunderland-Syndrom kann aber auch durch das Epstein-Barr-Virus oder Drogen verursacht werden.

## Begriffsherkunft
Der Begriff „Alice-im-Wunderland-Syndrom“ wurde nach dem Kinderbuch Alice im Wunderland von Lewis Carroll benannt und von John Todd als eine mögliche, jedoch nicht essenzielle Begleiterscheinung der Migräne und der Epilepsie geprägt. Carroll litt selbst unter Migräne, es wird angenommen, dass seine Erfahrungen mit dem Leiden als Inspiration für die in seinem Werk beschriebenen halluzinationsähnlichen Effekte dienten. Darüber hinaus wurde Carrolls Erzählung als Beschreibung eines Trips nach Konsum bewusstseinsverändernder Drogen diskutiert. In einer der bekanntesten Sequenzen des Buches verändert Alice ihre Größe, indem sie Stücke von verschiedenen Seiten eines Pilzes abbeißt. Einen Beleg für Drogenkonsum durch Lewis Carroll gibt es aber nicht.

## Symptome und Beschwerden
Das Alice-im-Wunderland-Syndrom führt zu Veränderungen der Wahrnehmung der eigenen Umgebung. Diese Veränderungen beinhalten sowohl Mikropsie und Makropsie (alles erscheint verkleinert oder vergrößert), als auch veränderte akustische Wahrnehmung, veränderte Tastwahrnehmungen und verändertes Zeitempfinden.
Das Syndrom ist besonders häufig bei Kindern zu finden. Die Attacken sind oft kürzer und können zudem völlig schmerzfrei sein, wobei jedoch die Begleitsymptome wie Übelkeit, Erbrechen, Licht- und Geräuschempfindlichkeit stärker ausgeprägt sind. Dabei kann es zu neurologischen Ausfällen kommen, sodass das betroffene Kind anfängt zu halluzinieren. Es nimmt seinen Körper als größer oder kleiner wahr und/oder fängt an, „phantastische Bilder“ zu sehen.

## Folgen und Komplikationen
Die Veränderungen der Wahrnehmung können Betroffene stark beeinträchtigen, sodass sie die Orientierung verlieren und sich „nicht mehr zurechtfinden“. Im Extremfall kann es zu Stürzen und anderen Unfällen kommen. Die Wahrnehmungsstörungen können dazu führen, dass das Alice-im-Wunderland-Syndrom mit anderen psychischen Störungen verwechselt oder als „Verrücktheit“ fehlgedeutet wird.

## Behandlung
Im Vordergrund steht die Behandlung der Grunderkrankung, z. B. die symptomatische Behandlung einer Migräne.